# Viatcheslav Djavanian
Viatcheslav Djavanian (né le 5 avril 1969) à Leninakan en Arménie est un coureur cycliste soviétique, arménien et russe. Professionnel entre 1992 et 1998, il a notamment remporté le Tour de Pologne et le Regio-Tour.

## Biographie
Né en Arménie soviétique ayant porté les couleurs de l'Union soviétique jusqu'en 1991, puis celles de la CEI, optant semble-t-il pour la nationalité russe. Son club d'origine est le CSKA Moscou, club de l'Armée rouge. En 1989, lorsque les coureurs soviétiques sont admis à passer professionnels, ou à s'expatrier dans des clubs amateurs de l'Europe de l'Ouest, Viatcheslav Djavanian est d'un petit groupe d'espoirs soviétiques qui viennent courir en France sous l'égide d'Alexandre Gussiatnikov. Il appartient au Team Bonnat-Montlhéry, qui en début de saison s'intitule le Guidon d'Or d'Évry. Il est en compagnie notamment d'un autre "espoir" du cyclisme soviétique, Pavel Tonkov. C'est en France qu'il accomplit l'essentiel de cette première saison. Il y remporte son premier succès le 11 mars, dans le Circuit du Printemps-nivernais. Pavel Tonkov avait déjà remporté un succès …au Prix du syndicat d'initiave de Bayonne. Le 12 avril, Djavanian termine deuxième de Paris-Côte picarde, le 16 avril il est cinquième de la course bretonne Redon-Redon, remportée par son coéquipier Oleg Polovnikov. Fin mai 1989 il remporte la quatrième étape du Tour du Gévaudan.
Les deux années suivantes, Viatcheslav Djavanian, toujours en France, est membre du Team Didier Louis-Montreuil. Sans grand succès, jusqu'à sa sélection pour le "mondial des amateurs" en août 1991. C'est le dernier championnat du monde où soient portés les maillots de l'équipe d'URSS: L'Ukrainien Viktor Rjaksinsky termine premier, l'Arménien Viatcheslav Djavanian finit à la quatrième place. Dans la foulée, Viatcheslav termine deuxième du trophée Mavic contre-la-montre, puis il remporte le Duo normand, épreuve contre-la-montre par équipe de deux coureurs. Il est associé à Andreï Teteriuk.

## Palmarès

### Palmarès année par année
| - 1989 - Une étape du Tour du Gévaudan - 2e de la Route du Pays basque - 3e de la Ronde du Pays basque - 1990 - 2e du Trophée Matteotti amateurs - 1991 - Duo normand (avec Andrei Teteriouk) - 2e du Trophée Mavic - 4e du championnat du monde sur route amateurs - 1992 - Paris-Vierzon - 2e de la Semaine cycliste bergamasque - 3e de Rouen-Gisors - 1993 - 1re étape du Tour des régions italiennes - 1994 - Tour d'Uruguay : - Classement général - 2e, 4e, 6ea et 10ea (contre-la-montre) étapes - 4e étape du Grande Prémio Lacticoop - 3e de la Rutas de América | - 1995 - Quatre Jours de l'Aisne : - Classement général - 4e étape - 4e étape du Tour de Bavière - 3e étape du Grande Prémio do Minho - 2e du championnat de Russie sur route - 1996 - Tour de Pologne : - Classement général - 3e et 4e étapes - 3e du Millemetri del Corso di Mestre - 8e de la Japan Cup - 1997 - Regio-Tour : - Classement général - 1re et 2e étapes - 3e du Grand Prix de la ville de Camaiore - 1998 - 2e du Grand Prix de Villers-Cotterêts - 3e du Grand Prix d'ouverture La Marseillaise |

### Résultats sur les grands tours

#### Tour de France
2 participations
- 1997 : abandon (16e étape)
- 1998 : 81e

#### Tour d'Espagne
1 participation
- 1992 : 114e, vainqueur du classement des sprints spéciaux

#### Tour d'Italie
2 participations
- 1996 : 69e
- 1997 : 80e